# Anhydriet
Het mineraal anhydriet is de ongehydrateerde variant van gips (calciumsulfaat), met als chemische formule CaSO4. Door compactie ontstaan uit natuurlijke gipsafzettingen anhydrietpakketten. Deze kunnen zeer omvangrijk worden en deze evaporieten gelden als goede seals (afsluitingen) voor reservoirs. Met name in de Noordzee zijn in de late Trias grootschalige evaporieten, waaronder gipsen, afgezet. Onder invloed van druk en temperatuur zijn die gipsen anhydriet geworden. Dit proces noemt men diagenese.

## Toepassingen
In de woningbouw worden soms dekvloeren gemaakt van anhydriet door een vloeibaar gipsmengsel in een folie te storten. Tijdens het drogen ontstaat een glad laagje (calciumsulfaat).
In de pure vorm wordt calciumsulfaat ook gebruikt om sojamelk te stremmen.